# Ольховатский сельский совет (Харьковская область)
Ольхова́тский сельский совет (укр. Вільховатська сільська рада) — упразднённая административная единица в Великобурлукском районе Харьковской области Украины.
Административный центр сельского совета находился в селе Ольхова́тка.

## История
- 1929 — дата образования.
- 17 июля 2020 года Великобурлукский район был ликвидирован.
- После этого все населённые пункты данного сельсовета вошли в состав Ольховатской сельской общины Купянского района Харьковской области.

## Населённые пункты совета
- село Ольхова́тка
- село Ани́скино
- село Водяное
- село До́лгенькое
- село Зарубинка
- село Ива́шкино (вошло в состав сельсовета после 1977 года, до того находилось в Грачёвском сельсовете)
- село Комисса́рово (вошло в состав сельсовета после 1977 года, до того находилось в Грачёвском сельсовете)
- село Попельное (вошло в состав сельсовета после 1977 года, до того находилось в Грачёвском сельсовете)
- село Усти́новка (вошло в состав сельсовета после 1977 года, до того находилось в Грачёвском сельсовете)